# Râul Arduzel
Râul Arduzel este un curs de apă, afluent al râului Someș. 